# (1796) Riga
(1796) Riga ist ein Asteroid des Hauptgürtels, der am 16. Mai 1966 vom russischen Astronomen Nikolai Stepanowitsch Tschernych in Nautschnyj entdeckt wurde. 
Benannt ist der Asteroid nach der lettischen Hauptstadt Riga.
Weitere Bahnelemente:
- Länge des aufsteigenden Knoten: 189,198°
- Länge des Perihels: 16,261°